# Indywidualne Mistrzostwa Szwecji na Żużlu 2000
Indywidualne Mistrzostwa Szwecji na Żużlu 2000 – cykl turniejów żużlowych, mających wyłonić najlepszych szwedzkich żużlowców. Tytuł wywalczył Henrik Gustafsson (Indianerna Kumla).

## Finał
- Norrköping, 19 sierpnia 2000

| Msc. | Zawodnik              | Klub                   | Pkt   |             |  |
| ---- | --------------------- | ---------------------- | ----- | ----------- |  |
| 1    | Henrik Gustafsson     | Indianerna Kumla       | 15    | (3,3,3,3,3) |  |
| 2    | Niklas Klingberg      | Örnarna Mariestad      | 12 +3 | (3,2,3,3,1) |  |
| 3    | Mikael Karlsson       | Valsarna Hagfors       | 12 +2 | (3,3,3,0,3) |  |
| 4    | Tony Rickardsson      | Masarna Avesta         | 11    | (2,3,2,1,3) |  |
| 5    | Magnus Zetterström    | Smederna Eskilstuna    | 10    | (2,2,3,3,0) |  |
| 6    | Andreas Jonsson       | Rospiggarna Hallstavik | 9     | (2,1,2,2,2) |  |
| 7    | Peter Karlsson        | Kaparna Göteborg       | 9     | (2,2,1,2,2) |  |
| 8    | Claes Ivarsson        | Vetlanda               | 7     | (1,0,1,3,2) |  |
| 9    | Niklas Karlsson       | Vargarna Norrköping    | 7     | (3,1,2,0,1) |  |
| 10   | Joonas Kylmäkorpi     | Kaparna Göteborg       | 7     | (1,2,2,1,1) |  |
| 11   | John Cook             | Smederna Eskilstuna    | 6     | (0,1,0,2,3) |  |
| 12   | Robert Johansson      | Västervik Speedway     | 5     | (0,1,1,1,2) |  |
| 13   | Stefan Andersson      | Team Svelux Målilla    | 4     | (1,3,0,w,–) |  |
| 14   | Daniel Nermark        | Valsarna Hagfors       | 2     | (0,0,0,2,0) |  |
| 15   | Peter I. Karlsson     | Masarna Avesta         | 2     | (1,0,1,w,–) |  |
| 16   | Freddie Eriksson      | Rospiggarna Hallstavik | 1     | (0,0,0,1,0) |  |
|      | rez. Daniel Andersson | Lindarna Lindesberg    | 1     | (0,1)       |  |
|      | rez. Stefan Ekberg    | Piraterna Motala       | 0     | (0,0)       |  |